# Moguai
Moguai là một chi cua trong họ Camptandriidae. 
Tên của chi này bắt nguồn từ bính âm tiếng Trung 魔鬼 (ma quỷ). 

## Các loài
Có 3 loài được ghi nhận trong chi này:
- Moguai aloutos CGS Tân & Ng, 1999
- Moguai elongatum (Rathbun, 1931) [1]
- Moguai pyriforme Naruse, 2005 [3]